# 我不想哭泣
〈我不想哭泣〉（英語：I Don't Wanna Cry）是美國女歌手瑪麗亞·凱莉在1991年4月發行的單曲，這首單曲曾獲得告示牌兩週冠軍，成為瑪麗亞·凱莉第4首美國冠軍曲。

## 歌曲介紹

### 收錄專輯
〈我不想哭泣〉是瑪麗亞·凱莉首張個人《同名專輯》中推出的第四首單曲，前三首單曲為〈愛的幻影〉（四週冠軍）、〈愛需要時間〉（三週冠軍）和〈會有那麼一天〉（兩週冠軍）。

### 單曲簡介
〈我不想哭泣〉由瑪麗亞·凱莉和創作人Narada Michael Walden兩人共同創作，Narada Michael Walden曾幫惠妮·休斯頓製作過《惠妮·休斯頓》（英語：Whitney Houston）和《惠妮》（英語：Whitney）兩張經典冠軍專輯。Narada Michael Walden除了是〈我不想哭泣〉的作者之外，也是瑪麗亞·凱莉這張同名專輯的製作人之一，他精心將〈我不想哭泣〉打造成如泣如訴氣勢磅礡的靈魂樂情歌，再次讓瑪麗亞·凱莉渾圓飽滿的嗓音完美展現。

### 商業成績
〈我不想哭泣〉在1991年4月6日進入單曲榜，首週成績為第50名，之後名次即以穩定的速度往上攀升，5月18日時這首單曲已經連續兩週停留在第8名，就在唱片公司以及歌迷為〈我不想哭泣〉擔心時，5月25日它從第8名直躍冠軍寶座，蟬連兩週冠軍並在榜內停留共19週，成為瑪麗亞·凱莉第四首美國冠軍單曲。〈我不想哭泣〉在1991年告示牌年終單曲排名第26名。
〈我不想哭泣〉除了獲得單曲榜冠軍之外，也摘下了當代成人情歌榜冠軍，這是瑪麗亞·凱莉繼〈愛的幻影〉和〈愛需要時間〉之後，第三首該榜冠軍曲。
〈我不想哭泣〉在1991年5月25日得到單曲榜冠軍，瑪麗亞·凱莉因而成為史上首位自出道單曲開始連續四首單曲皆奪冠的女藝人。〈我不想哭泣〉在英國地區並未發行單曲銷售。瑪麗亞·凱莉可謂是初生之犢不畏虎，她在1991年就有三首歌曲摘下全美冠軍，3月份有2週冠軍的〈會有那麼一天〉和5月份2週冠軍的〈我不想哭泣〉，同年9月她以迅雷不及掩耳的速度推出第二張專輯《情感》，首支同名單曲〈情感〉在10月中旬又摘下3週冠軍，瑪麗亞·凱莉成為該年度獲得最多冠軍單曲的藝人。